# Шубенки
Шубенки — деревня в Печорском районе Псковской области России. Входит в состав сельского поселения «Лавровская волость».
Расположена у юго-восточных окраин деревни Ротово, в 8,5 км к северо-востоку от волостного центра, деревни Лавры, и в 22 км к югу от райцентра, города Печоры.

## Население
Численность населения деревни по оценке на конец 2000 года составляла 20 жителей.
| 2001 | 2002 | 2010 |
| ---- | ---- | ---- |
| 20   | ↘15  | ↘6   |